# Royal National Theatre

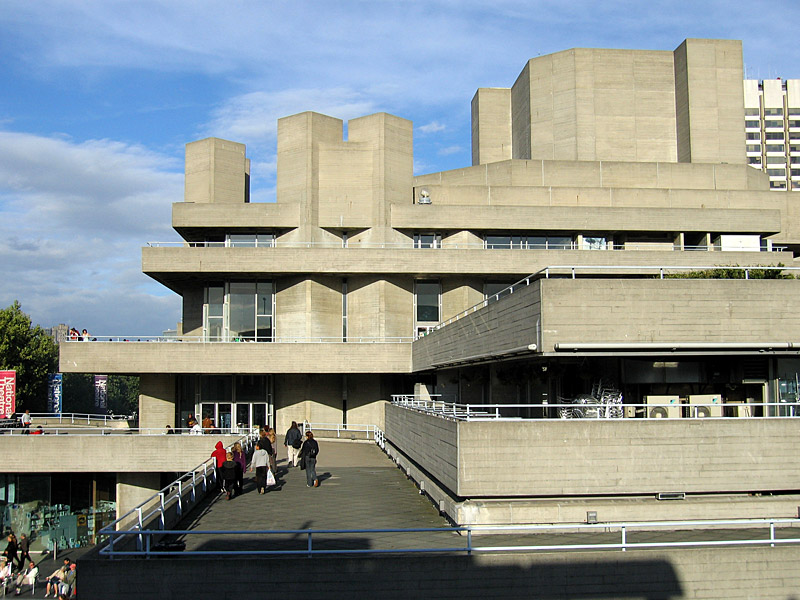
Royal National Theatre London, Bankside, Blick von Waterloo Bridge

Das National Theatre ist ein in London ansässiges Theater. Es liegt an der Waterloo Bridge direkt an der Themse im renovierten Teil von South Side am Thames Foot Path.
Der Theaterbau entstand zwischen 1963 und 1976 nach Entwürfen des Architekten Denys Lasdun. Er gilt als markantes Beispiel für architektonischen Brutalismus mit der Verwendung von Sichtbeton als hervorstechendem Merkmal und steht seit 1994 unter Denkmalschutz. 2024 betrug die Besucherzahl etwa 695.000 Personen.
Die Architektur des Gebäudes war Gegenstand öffentlicher Diskussionen. So meinte Prinz Charles, dass es einem Atomkraftwerk gleiche. Das Royal National Theatre wurde von der Londoner Bevölkerung sowohl unter die zehn beliebtesten als auch unter die zehn meistgehassten Gebäude in London gewählt. Es besteht aus drei Theatern:
- Lyttelton Theatre: Saal mit klassischer Frontalbühne und 890 Sitzplätzen.
- Olivier Theatre: Saal in halbrunder Form nach dem Vorbild des griechischen Theaters mit 1150 Sitzplätzen.
- Dorfman Theatre (früher „Cottesloe Theatre“): Ein relativ kleiner Saal (450 Sitze) nach dem Vorbild eines mittelalterlichen Herbergs-Innenhofes (des damaligen Theaters der Landbevölkerung); hier wird das experimentelle Theater auch durch die große Variabilität der Bestuhlung betont.[5]

Der erste Direktor des Theaters war Laurence Olivier, nach dem auch die größte der drei Bühnen benannt wurde. Aktueller Direktor ist Rufus Norris. Erster Vorstandsvorsitzender war Oliver Lyttelton, 1. Viscount Chandos, nach dem die Hauptbühne benannt ist. Eine vierte Bühne, das sogenannte „Temporary Theatre“, bestand von 2013 bis 2016. Mit 225 Sitzplätzen war es der kleinste Spielsaal und wurde für mehrere neue Werke des Schwarzen Theaters genutzt.
Das National Theatre ist das einzige Theater in London, das über ein Repertoire verfügt, d. h. alle fünf Tage wechseln die Stücke und wiederholen sich nach zwei Wochen, so dass insgesamt über 25 Produktionen in der Saison laufen. Im Sommer finden auf dem Vorplatz kostenlose Events, wie Theaterstücke, Lounges, Zirkus etc. statt. Das Ensemble-Theater wird zu ca. 40 Prozent von der Regierung subventioniert, die restlichen 60 Prozent kommen aus Spenden und dem Theaterbetrieb. Kennzeichen ist der Flytower, der über der Olivier-Bühne in die Luft ragt und auf den oft Fotos projiziert werden.
Mit der National Theatre Live Initiative des Theaters sollen verschiedene Theaterstücke in ausgewählten Kinos auf der ganzen Welt gezeigt werden.
Die Laurence-Olivier-Statue wurde 2007 vor dem Theater enthüllt.
Das Londoner Architekturbüro Haworth Tompkins restaurierte und erweiterte das Theater in einem achtjährigen Prozess, der 2015 abgeschlossen wurde. Dabei wurde darauf geachtet, auf der Vision des ursprünglichen Architekten aufzubauen.